# Natangie
 (septembre 2015).

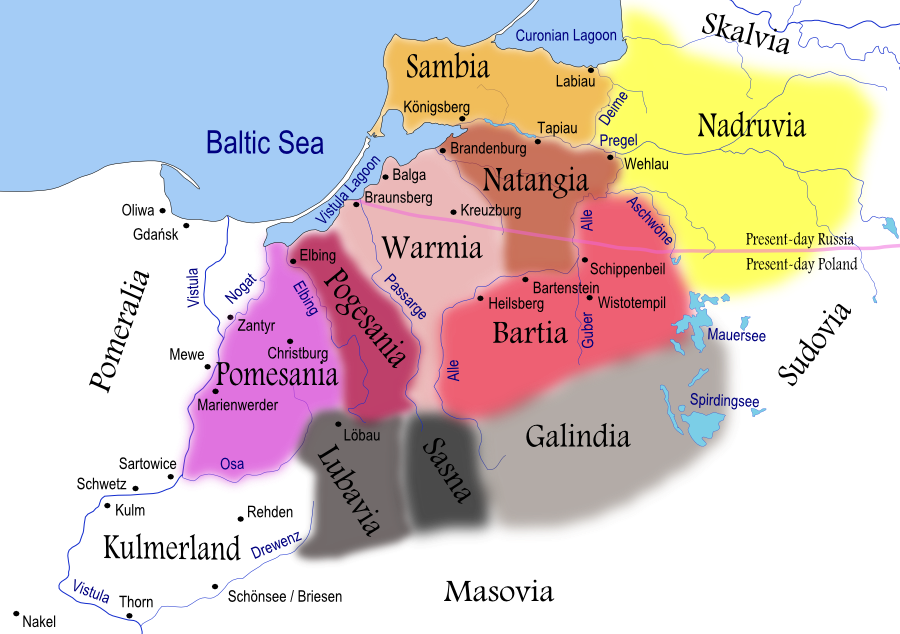
Carte XIIIe siècle

La Natangie (en polonais : Natangia ; en russe : Натанги ; en vieux-prussien : Notangia ; en allemand : Natangen ; en lituanien : Notanga) est une région historique de la Prusse, aujourd'hui partagée entre la Pologne et la Russie.
D'après le chroniqueur Simon Grunau, la Natangie était le territoire habité par les Natangiens, entre la Pregolia, l'Alle, la Pasłęka et la lagune de la Vistule.

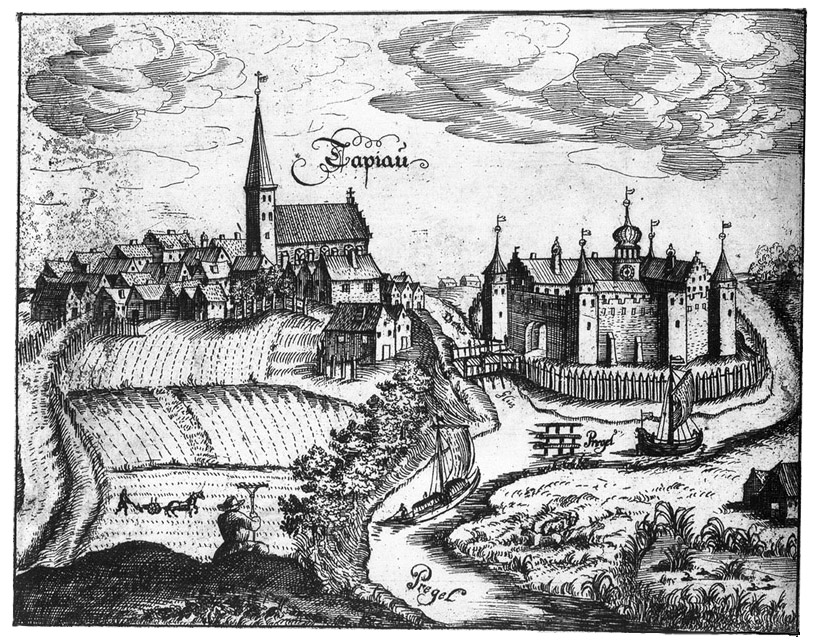
La ville de Tapiau (Gvardeysk depuis 1945) au Moyen Âge